# East Northport
East Northport és una petita ciutat de Long Island, als Estats Units d'Amèrica, d'uns 20.000 habitants i amb una densitat de poc més de 1.300 per km².

## Residents coneguts (passat i present)
- Ashley Massaro exdiva de la World Wrestling Entertainment (WWE)